# Thomas Ebbesen
Thomas Ebbesen (narozen 30. ledna 1954 v Oslu) je francouzsko-norský fyzikální chemik, profesor na Univerzitě ve Štrasburku ve Francii, známý svou průkopnickou prací v oblasti nanověd. Získal označení „průzkumník světla“. Společně se Stefanem Hellem a sirem Johnem Pendrym obdržel v roce 2014  Kavliho cenu v oblasti nanověd „za zásadní přínos v oblasti nanooptiky, které prolomily dlouholeté přesvědčení o omezeních mezí rozlišovací schopnosti optické mikroskopie a zobrazování“.

## Akademická kariéra

### Vzdělání a počátky kariéry
Thomas Ebbesen získal bakalářský titul na Oberlin College ve státě Ohio v USA a doktorát na Université Pierre-et-Marie-Curie v Paříži (která je od roku 2017 součástí Sorbonne Université) v oboru fotofyzikální chemie. Poté pracoval v radiační laboratoři Notre Dame a v roce 1988 nastoupil do laboratoří základního výzkumu NEC v Japonsku.

### Výzkum uhlíkových nanomateriálů
V NEC Fundamental Research Laboratories se jeho výzkum nejprve zaměřil na nové uhlíkové nanomateriály, jako jsou fullereny (C60), grafen a uhlíkové nanotrubičky. Poté, co objevil způsob hromadné výroby uhlíkových nanotrubiček (publikováno v roce 1992 v časopise Nature), zkoumal se svými kolegy mnoho jejich jedinečných vlastností, jako jsou mechanické a smáčecí vlastnosti. Za svůj průkopnický a rozsáhlý přínos v oblasti uhlíkových nanotrubiček získal v roce 2001 Agilent Europhysics Prize společně se Sumiem Iijimou, Ceesem Dekkerem a Paulem McEuenem.

### Nový optický jev
Při výzkumu v laboratořích NEC Thomas Ebbesen objevil nový zásadní optický jev. Zjistil, že v rozporu s tehdy uznávanou teorií lze za určitých podmínek mimořádně účinně přenášet světlo přes otvory vytvořené v neprůhledných kovových vrstvách, které jsou menší než vlnová délka použitého světla. Jev, známý jako zvýšená či mimořádná optická transmise (extraordinary optical transmission), vyvolal zásadní otázky a nachází uplatnění v široké škále oblastí od chemie, přes medicínu po optoelektroniku. Také tento objev byl publikován v časopise Nature.
Kdybych vám řekl, abyste prolezli klíčovou dírkou, tak se vám to to nepovede. A to je právě zajímavé. Když máte spoustu těchto dírek, světlo se skrz ně nějak dostane. Projde těmito dveřmi na druhou stranu. To je jako kdybyste prošel dveřmi, které jsou plné klíčových dírek. Když to lidem řeknete, řeknou vám, že to není možné. A mají pravdu, není to možné. Ale se světlem je to složitější. Ukázalo se, že to jde. Klíčové dírky fungují jako trychtýře a všechny společně jako anténa, která zachycuje světlo, které projde těmito dírkami a vyjde na druhé straně, kde se světlo zase rozptýlí. Dochází k tomu kvůli interakci s elektrony v kovu, ve kterém jsou vytvořeny dírky.
Za objev mimořádného optického přenosu získal Thomas Ebbesen hned několik ocenění, například v roce 2005 Prix France Telecomu, kterou uděluje Francouzská akademie věd nebo Quantum Electronics and Optics Prize od Evropské fyzikální společnosti z roku 2009.

### Univerzita ve Štrasburku
V roce 1999 Thomas Ebbesen začal působit na Institut de Science et dIngénierie Supramoléculaires, který založil chemik a nositel Nobelovy ceny Jean-Marie Lehn na Univerzitě ve Štrasburku. Tento Institut vedl od roku 2004 do roku 2012. V letech 2017–2018 zastával funkci vedoucího katedry L. Bettencourta pro technologické inovace na Collège de France. V současné době je ředitelem Mezinárodního centra pro hraniční výzkum v chemii a Institutu pro pokročilá studia Univerzity ve Štrasburgu.
Od roku 2005 rozvíjí novou oblast výzkumu na rozhraní kvantové elektrodynamiky a fyzikální chemie. Jeho tým poprvé prokázal, že některé vlastnosti materiálů, jako je chemická reaktivita, lze měnit rezonančním efektem – silnou vazbou molekul s kvantovými fluktuacemi ve vakuu (strongly coupling the molecules to the electromagnetic fluctuations of an optical cavity), díky čemuž získáte nové hybridní stavy. Za tuto práci získal v roce 2018 ocenění Grand Prix nadace Maison de la Chimie.
Předpokládané oblasti využití tohoto jevu zahrnují např. výrobu léčiv (nové nebo lepší výrobní postupy, které snižují energetickou náročnost a současně zvyšují výtěžnost procesu), lze měnit vlastnosti materiálů jako je vodivost, supravodivost nebo ferromagnetismus (který se u konkrétního materiálu podařilo 700krát zvýšit).
Je členem Francouzského univerzitního institutu, Norské akademie věd a literatury, Francouzské akademie věd a Belgické královské vlámské akademie věd a umění. V roce 2019 mu byla ve Francii udělena Zlatá medaile CNRS: Centre national de la recherche scientifique (francouzského Národního výzkumného centra).

## Osobní život
Je ženatý, jeho manželkou je klavíristka Masako Hayashi-Ebbesen. Mají dvě dcery.

## Ocenění a vyznamenání
- NEC Research Prize v roce 1992
- Randers Prize v roce 2001
- Agilent Europhysics Prize v roce 2001, kterou uděluje Evropská fyzikální společnost
- Prix France Telecom v roce 2005
- Tomassoni awards v roce 2009
- Scola Physica Romana Medal v roce 2009
- Quantum Electronics and Optics Prize v roce 2009
- Čestný doktorát na University of Southern Denmark v roce 2009
- Kavliho cena za oblast nanověd v roce 2014 (cena je považována za možný předstupeň k Nobelově ceně)[6]
- Prix Special of the French Physics Society v roce 2014
- Čestný doktorát na Oberlin College v USA, v roce 2015
- Nejvyšší francouzské státní vyznamenání Řád čestné legie, v hodnosti rytíře[11]
- Čestný doktorát na  Katolické univerzitě v Lovani[12] v roce 2018
- Quinquennial Anniversary Award, European Materials Research Society[13] v roce 2018
- Grand prix de la fondation Maison de la Chimie[14] v roce 2018
- Zlatá medaile CNRS v roce 2019